# أرت سميث (طيار)
أرت سميث (بالإنجليزية: Art Smith)‏ هو طيار أمريكي، ولد في 27 مارس 1890 في فورت واين في الولايات المتحدة، وتوفي في 12 فبراير 1926 في مونبلييه في الولايات المتحدة.